# Carol Vadnais
Carol Marcel Vadnais (né le 25 septembre 1945 à Montréal au Québec – mort le 31 août 2014 à Laval dans la même province) est un joueur de hockey sur glace professionnel devenu entraîneur.  Marié à Raymonde Charbonneau (décédée le 19 novembre 2004), il a eu une fille (Michèle Vadnais).

## Carrière en club
Il joue 17 saisons dans la Ligue nationale de hockey de 1966 à 1983 pour les Canadiens de Montréal, les Seals d'Oakland dont il est le capitaine pendant deux saisons, les Bruins de Boston, les Rangers de New York et les Devils du New Jersey. Il remporte deux fois la Coupe Stanley, une fois avec Montréal en 1968 et une autre en 1972 avec Boston. 
Carol Vadnais est mort d'un cancer le dimanche 31 août 2014 à Laval à l'âge de 68 ans, un mois avant son 69e anniversaire, il était malade depuis une dizaine d'années ayant combattu trois cancers. Il était un grand ami de Serge Savard, ancien joueur et directeur gérant des Canadiens de Montréal.

## Statistiques
| Saison     | Équipe                        | Ligue      |       | Saison régulière | Saison régulière | Saison régulière | Saison régulière | Saison régulière |    | Séries éliminatoires | Séries éliminatoires | Séries éliminatoires | Séries éliminatoires | Séries éliminatoires |
| Saison     | Équipe                        | Ligue      | PJ    | B                | A                | Pts              | Pun              | PJ               | B  | A                    | Pts                  | Pun                  |                      |                      |
| 1964-1965  | Canadien junior de Montréal   | AHO        | 56    | 9                | 16               | 25               | 0                | -                | -  | -                    | -                    | -                    |                      |                      |
| 1965-1966  | Canadien junior de Montréal   | AHO        | 48    | 9                | 14               | 23               | 184              | -                | -  | -                    | -                    | -                    |                      |                      |
| 1966-1967  | Apollos de Houston            | CPHL       | 21    | 5                | 5                | 10               | 45               | -                | -  | -                    | -                    | -                    |                      |                      |
| 1966-1967  | Canadiens de Montréal         | LNH        | 11    | 0                | 3                | 3                | 35               | 1                | 0  | 0                    | 0                    | 2                    |                      |                      |
| 1967-1968  | Apollos de Houston            | CPHL       | 36    | 5                | 21               | 26               | 178              | -                | -  | -                    | -                    | -                    |                      |                      |
| 1967-1968  | Canadiens de Montréal         | LNH        | 31    | 1                | 1                | 2                | 31               | 1                | 0  | 0                    | 0                    | 2                    |                      |                      |
| 1968-1969  | Seals d'Oakland               | LNH        | 76    | 15               | 27               | 42               | 151              | 7                | 1  | 4                    | 5                    | 10                   |                      |                      |
| 1969-1970  | Seals d'Oakland               | LNH        | 76    | 24               | 20               | 44               | 212              | 4                | 2  | 1                    | 3                    | 15                   |                      |                      |
| 1970-1971  | Golden Seals de la Californie | LNH        | 42    | 10               | 16               | 26               | 91               | -                | -  | -                    | -                    | -                    |                      |                      |
| 1971-1972  | Golden Seals de la Californie | LNH        | 52    | 14               | 20               | 34               | 106              | -                | -  | -                    | -                    | -                    |                      |                      |
| 1971-1972  | Bruins de Boston              | LNH        | 16    | 4                | 6                | 10               | 37               | 15               | 0  | 2                    | 2                    | 43                   |                      |                      |
| 1972-1973  | Bruins de Boston              | LNH        | 78    | 7                | 24               | 31               | 127              | 5                | 0  | 0                    | 0                    | 8                    |                      |                      |
| 1973-1974  | Bruins de Boston              | LNH        | 78    | 16               | 43               | 59               | 123              | 16               | 1  | 12                   | 13                   | 42                   |                      |                      |
| 1974-1975  | Bruins de Boston              | LNH        | 79    | 18               | 56               | 74               | 129              | 3                | 1  | 5                    | 6                    | 0                    |                      |                      |
| 1975-1976  | Bruins de Boston              | LNH        | 12    | 2                | 5                | 7                | 17               | -                | -  | -                    | -                    | -                    |                      |                      |
| 1975-1976  | Rangers de New York           | LNH        | 64    | 20               | 30               | 50               | 104              | -                | -  | -                    | -                    | -                    |                      |                      |
| 1976-1977  | Rangers de New York           | LNH        | 74    | 11               | 37               | 48               | 131              | -                | -  | -                    | -                    | -                    |                      |                      |
| 1977-1978  | Rangers de New York           | LNH        | 80    | 6                | 40               | 46               | 115              | 3                | 0  | 2                    | 2                    | 16                   |                      |                      |
| 1978-1979  | Rangers de New York           | LNH        | 77    | 8                | 37               | 45               | 86               | 18               | 2  | 9                    | 11                   | 13                   |                      |                      |
| 1979-1980  | Rangers de New York           | LNH        | 66    | 3                | 20               | 23               | 118              | 9                | 1  | 2                    | 3                    | 6                    |                      |                      |
| 1980-1981  | Rangers de New York           | LNH        | 74    | 3                | 20               | 23               | 91               | 14               | 1  | 3                    | 4                    | 26                   |                      |                      |
| 1981-1982  | Rangers de New York           | LNH        | 50    | 5                | 6                | 11               | 45               | 10               | 1  | 0                    | 1                    | 4                    |                      |                      |
| 1982-1983  | Devils du New Jersey          | LNH        | 51    | 2                | 7                | 9                | 64               | -                | -  | -                    | -                    | -                    |                      |                      |
| Totaux LNH | Totaux LNH                    | Totaux LNH | 1 087 | 169              | 418              | 587              | 1 813            | 106              | 10 | 40                   | 50                   | 187                  |                      |                      |